# Ministerio de Relaciones Exteriores de Rusia

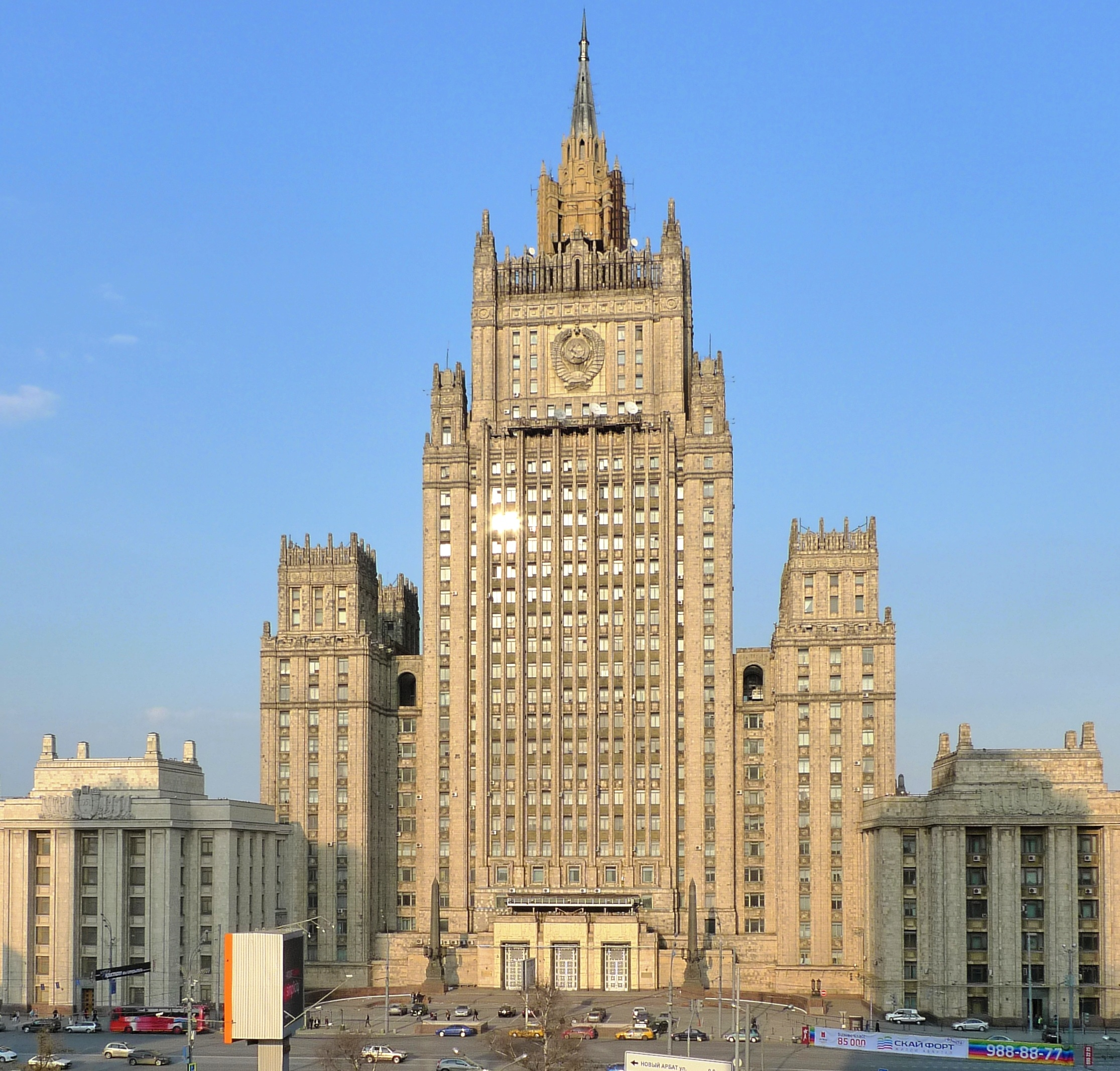
Edificio del Ministerio de Asuntos Exteriores.

El Ministerio de Asuntos Exteriores de Rusia (MAE de Rusia; en ruso: Министерство иностранных дел Российской Федерации, МИД России) es una institución central del gobierno encargada de atender los asuntos extranjeros de Rusia.